# Força Bruta (álbum)
Força Bruta é o sétimo álbum de estúdio do cantor, compositor e guitarrista brasileiro Jorge Ben. Foi gravado com a banda Trio Mocotó e lançado pela Philips Records em setembro de 1970, durante a ditadura militar brasileira.
O álbum introduziu uma música acústica baseada em samba que era mais suave, sombria e menos ornamentada do que o trabalho anterior do cantor. Sua sessão de gravação noturna, em grande parte não ensaiada, fez com que o cantor improvisasse junto ao Trio Mocotó enquanto experimentava arranjos rítmicos não convencionais, técnicas musicais e elementos de soul, funk e rock. As letras de Ben exploraram temas de paixão romântica, melancolia, sensualidade e – em um afastamento da sensibilidade despreocupada de lançamentos passados – políticas identitárias e elementos do pós-modernismo.
Sucesso comercial e crítico, Força Bruta fez com que Ben se tornasse um artista líder no movimento tropicalista e foi pioneiro em um estilo único mais tarde conhecido como samba-rock. Em 2007, a Rolling Stone Brasil nomeou-o como sendo o 61º maior disco da música brasileira. Nesse mesmo ano, o álbum foi lançado pela primeira vez nos Estados Unidos pela gravadora especializada Dusty Groove America, atraindo mais reconhecimento crítico.

## Antecedentes
Em 1969, Jorge Ben assinou novamente com a Philips Records após uma licença de quatro anos da gravadora devido a diferenças criativas e gravou seu sexto álbum autointitulado. O álbum apresentava músicas tocadas com o Trio Mocotó como sua banda de apoio; Ben conheceu o grupo de vocal/percussão durante uma turnê no circuito de casas noturnas em São Paulo no final dos anos 60. Os membros da banda eram Fritz Escovão (que tocava a cuíca), Nereu Gargalo (pandeiro) e João Parahyba (bateria e percussão). O álbum foi um retorno comercial para Ben, e seu sucesso criou uma agenda lotada para todos os quatro músicos. Esse período "agitado" da carreira de Jorge levou o crítico de música John Bush a acreditar que isso poderia ter resultado em uma gravação relaxada de samba soul para Força Bruta.

## Gravação e produção

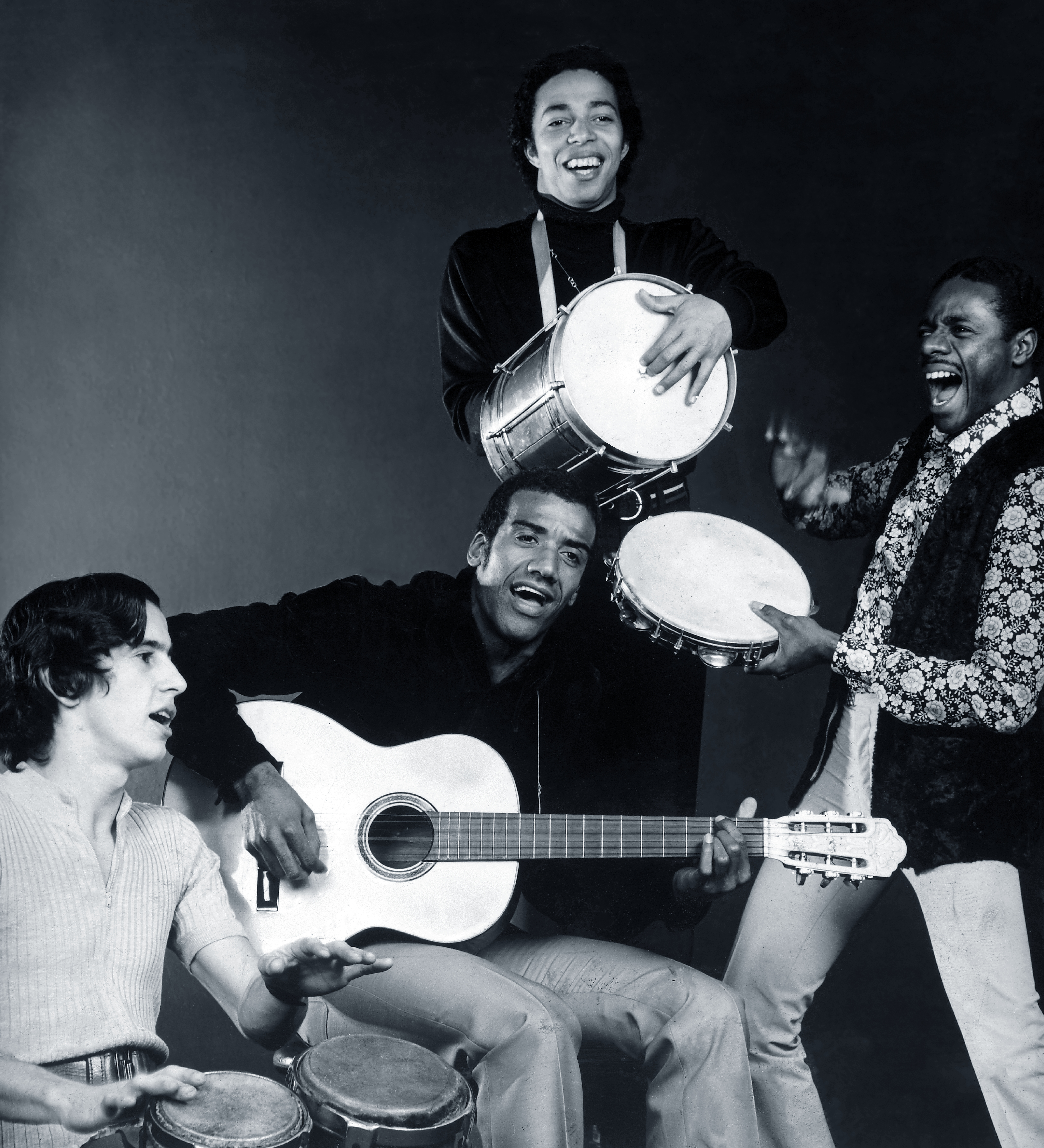
Jorge Ben (centro) e o Trio Mocotó em 1971; foto original tirada pelo Correio da Manhã e depois publicada pelo Arquivo Nacional.

Ben se reagrupou com Trio Mocotó em 1970 para gravar o álbum. Eles realizaram uma sessão noturna sem ensaiar a maioria das músicas de antemão. De acordo com Parahyba, isso pretendia dar aos ouvintes uma impressão do humor que se desenvolveu enquanto eles tocavam no estúdio.
Durante a sessão, Ben primeiro cantou seu vocal para uma música antes do acompanhamento instrumental ser gravado. Tocou violão para os instrumentais, e especificamente uma viola caipira de dez cordas para as músicas "Aparece Aparecida" e "Mulher Brasileira". Ele também reaproveitou um diapasão, um dispositivo tradicionalmente usado por músicos para manter a afinação musical entre os instrumentos; o cantor, ao invés disso, estimulou-o com a boca para gerar sons que se parecessem com uma gaita.
Por sua parte, o Trio Mocotó tentou desenvolver um ritmo distinto que combinasse com o rock ou "iê-iê-iê" do toque de guitarra de Ben. A banda tocou vários instrumentos de percussão, incluindo o atabaque e os pratos de sino. Para "Charles Jr." e outras faixas, Parahyba usou o apito do trem de brinquedo da sua irmã como instrumento de sopro, quebrando-o no processo.
As seções de cordas e trompa foram gravadas e incluídas na mixagem final, mas não foram creditadas na embalagem do álbum. Ele creditou o estúdio C.B.D. no Rio de Janeiro e o estúdio Scatena, em São Paulo, como locais de gravação do Força Bruta, que recebeu o nome por causa da expressão "força bruta". De acordo com Robert Leaver, do departamento de registros internacionais da Amoeba Music, "pode-se ver uma ironia" no título, considerando a alta tensão política no Brasil ditatorial da época e o ritmo suave da música de Ben para o álbum.

## Resenha musical

### Estilo
Força Bruta tem um sentimento difundido de melancolia, segundo o estudioso da música brasileira Pedro Alexandre Sanches. Músicas que não demonstram essa qualidade em suas letras o fazem com suas melodias, arranjos e as figuras "diabólicas" de Ben, com "Oba, Lá Vem Ela" e "Domênica Domingava" citadas por Sanches como exemplos. Ele identificou cada composição no álbum como samba, samba-lamento ou "samba-banzo", o que, em sua opinião, deu ao disco um senso idiossincrático de contraste. Greg Caz, um locutor de rádio especializado em música brasileira, acreditava que Força Bruta possuía uma qualidade melancólica e misteriosa que partia da sensibilidade despreocupada que havia sido a marca registrada do cantor. Ele também observou uma progressão acentuada no jogo de guitarra idiossincrático de Ben. O jornalista de música Jacob McKean achou sutil e "despojado" quando comparado às músicas anteriores de Ben, com sua guitarra mais proeminente, seus vocais "mais íntimos" e um "tom um tanto crocante e folclórico" estabelecido pelas músicas de abertura "Oba, Lá Vem Ela" e "Zé Canjica".

Um único violão arranca notas fortes em um cenário de bateria africana, enquanto cordas exuberantes penetram na mistura. É tudo ancorado por uma voz tão suave e expressiva como qualquer coisa que Sam Cooke já colocou em um vinil.

—The Boston Globe
No geral, as músicas são mais longas e com mais groove do que no álbum anterior de Ben, autointitulado. Músicas como "O Telefone Tocou Novamente" e "Zé Canjica", com uma cadência de bateria, experimentaram arranjos não convencionais de percussão, resultando em contrastes rítmicos entre o Trio Mocotó e os instrumentos de Ben. Essa direção rítmica partiu da inovadora batida "chacatum, chacatum", que se tornou popular e amplamente imitada na época do álbum.
Em uma mistura de samba com toques de bossa nova, Força Bruta adicionou elementos de funk e soul suavizados na forma de arranjos de trompa e cordas. Os riffs de trompa foram harmonizados ao estilo de Sérgio Mendes em "Pulo, Pulo", no estilo da Stax Records em "O Telefone Tocou Novamente", e na faixa-título, que se apropriou do groove da música de 1968 "Tighten Up" da banda "Archie Bell & the Drells". Em "Mulher Brasileira", uma seção de cordas foi gravada, rodando padrões circulares ao redor da cuíca de Escovão, enquanto os ritmos mais agitados de "Charles Jr." e "Pulo, Pulo" receberam contrastes por melodias de cordas mais relaxadas.

### Vocais
O canto de Ben forneceu mais contraste e qualidades de funk/soul para as músicas. Junto com seus lamentos e grunhidos característicos, ele exibiu uma textura rústica recém-descoberta em seu vocal tipicamente lânguido e nasal. Seu canto também funcionava como um elemento adicional de ritmo para algumas músicas. De acordo com Peter Margasak, Ben pode ser ouvido "reforçando a agilidade rítmica de suas canções com frases de alfinete, surpreendendo saltos intervalados e um lamento queixoso".
Em "Zé Canjica" e "Charles Jr.", ele improvisou frases (como "Comanchero" e "a mamãe mama, a mamãe diz") como acompanhamento rítmico durante seções instrumentais das canções. O cantor também citou o nome de "Comanche" ocasionalmente no álbum. Como Parahyba explicou, foi um apelido dado a ele por Ben, que originalmente gravou isso como uma piada em "Charles Jr." Uma explicação diferente veio na forma de uma letra na canção de 1971 de Ben "Comanche": "Minha mãe me chama/Comanche".

### Letras
As mulheres são figuras centrais nas letras de Ben ao longo do álbum, especialmente em "Mulher Brasileira", "Terezinha" e "Domênica Domingava"; "Domênica" é uma variação de Domingas, o sobrenome de sua esposa e musa Maria. Sua preocupação com personagens femininos levou Sanches a identificar o tema predominante de Força Bruta como "corpo dionisíaco" de Ben, referindo-se ao conceito filosófico de um corpo que pode se submeter ao caos passional e ao sofrimento antes de se superar. Várias das canções lidam com a decepção romântica.

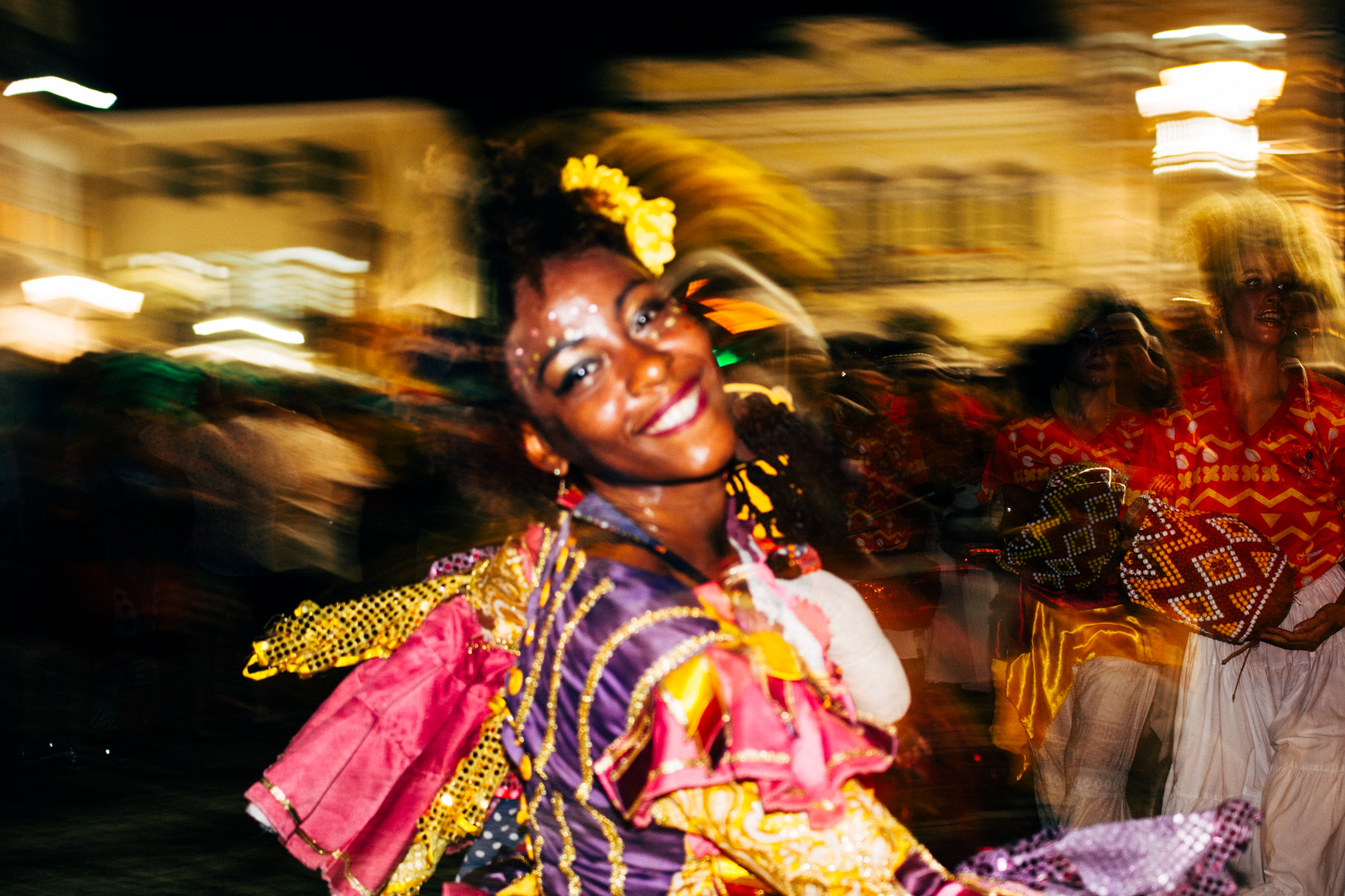
Mulheres dançando no Carnaval de Salvador, evento cultural afro-brasileiro. "Mulher Brasileira" homenageia as mulheres brasileiras de todas as origens.

Em "Zé Canjica", o narrador pede desculpas por estar confuso, triste e mal-humorado enquanto manda embora uma namorada que ele acha que não merece. "O Telefone Tocou Novamente" expressa pesar e pena de um namorado irado tocando o telefone do narrador, que sai para se encontrar, mas não para encontrá-la. Durante a música, Sanches observou um momento de catarse por parte de Ben, que elevou sua voz para um falsete quase choroso.
As letras de Ben também se apropriaram de dispositivos temáticos da imaginação popular. Os versos do samba influenciado por caipira "Apareceu Aparecida" e "Pulo, Pulo" foram comparados por Sanches a canções da ciranda, uma dança infantil tradicional brasileira. Em "Apareceu Aparecida" – que emprega a expressão "rolling stone" – o narrador redescobre a alegria eufórica de viver depois que sua amada o aceita novamente; Isso levou Sanches a concluir que Ben cantou o hedonismo em um estado concentrado.
Algumas canções apresentam expressões de valores políticos. A nacionalista "Mulher Brasileira" celebra as mulheres brasileiras independentemente da sua aparência física e foi citado pelo jornalista brasileiro Gabriel Proiete de Souza como um dos primeiros exemplos da tentativa de Ben de empoderar as mulheres afro-brasileiras através de sua música. Na opinião de Caz, as letras de Força Bruta revelam preocupações mais profundas do que as encontradas nas gravações anteriores da cantor, mostradas principalmente por "Charles Jr.", no qual Ben explora sua identidade como artista e como negro. O acadêmico musical brasileiro Rafael Lemos acredita que isso demonstra o processo de Ben de colocar "a herança negra na modernidade", no rescaldo da escravidão no Brasil e a contínua marginalização dos negros no país. Na música o narrador proclama:
| \| “ \| Meu nome é Charles Jr. E eu também sou um anjo Mas não quero ser o primeiro Nem ser o melhor do que ninguém Eu só quero viver em paz E ser tratado como um igual para igual Pois em troca do meu carinho e do meu amor Eu quero ser compreendido e considerado E se for possível também amado Pois não importa o que eu tenho E sim o que eu possa fazer com que eu tenho Pois eu já não sou não, não o que foram os meus irmãos não, não Pois eu nasci de um ventre livre Nasci de um ventre livre no século XX Eu tenho fé e o amor e a fé No século XXI Onde as conquitas científicas espaciais medicinais E a confraternização dos povos E a humildade de um rei Serão as armas da vitória Para a paz universal E o mundo todo vai ouvir E o mundo todo vai saber Que eu me chamo Charles Junior Que eu também sou um anjo.[1] \| ” \| | A pastel portrait of young black boy dressed in a white shirt |   |
| “ | Meu nome é Charles Jr. E eu também sou um anjo Mas não quero ser o primeiro Nem ser o melhor do que ninguém Eu só quero viver em paz E ser tratado como um igual para igual Pois em troca do meu carinho e do meu amor Eu quero ser compreendido e considerado E se for possível também amado Pois não importa o que eu tenho E sim o que eu possa fazer com que eu tenho Pois eu já não sou não, não o que foram os meus irmãos não, não Pois eu nasci de um ventre livre Nasci de um ventre livre no século XX Eu tenho fé e o amor e a fé No século XXI Onde as conquitas científicas espaciais medicinais E a confraternização dos povos E a humildade de um rei Serão as armas da vitória Para a paz universal E o mundo todo vai ouvir E o mundo todo vai saber Que eu me chamo Charles Junior Que eu também sou um anjo. | ” |

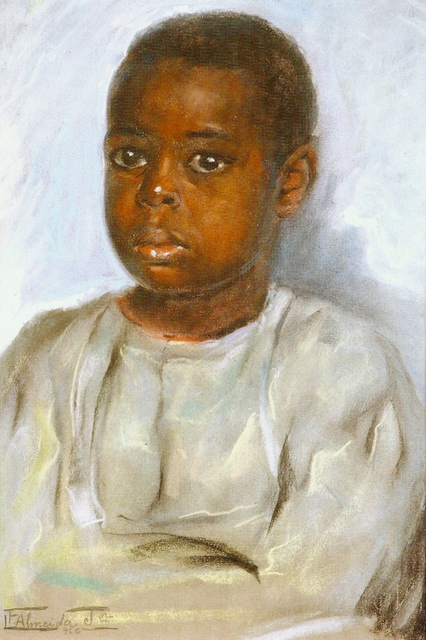
"Charles Jr." explora a herança negra em um Brasil pós-escravidão; O Negrinho de José Ferraz de Almeida Júnior é mostrado acima

"Charles Jr." e outras canções também usam elementos do pós-modernismo, como autorreferência, ironia e surrealismo (como na letra de "Pulo, Pulo"). Alguns dos personagens e histórias de Força Bruta apareceram no trabalho anterior de Ben, embora em manifestações ligeiramente diferentes. Em seu álbum de 1969, "Charles" foi retratado como uma figura heróica do país como Robin Hood. As sensualmente primitivas "Domingas" e "Teresa", também do álbum anterior, foram apresentadas aqui como a mais sofisticada "Domênica" e a irreverente "Terezinha", respectivamente. Ben cantou a última canção com uma voz excepcionalmente nasal interpretada por Sanches como uma caricatura irônica da música popular brasileira.

## Recepção
| Críticas profissionais | Críticas profissionais |
| Avaliações da crítica  | Avaliações da crítica  |
| Fonte                  | Avaliação              |
| ---------------------- | ---------------------- |
| AllMusic               | [ 5 ]                  |
| Impose                 | Positivo               |
| Stylus Magazine        | B-                     |

Força Bruta foi lançado pela Philips em setembro de 1970. Foi recebido favoravelmente na revista Veja, cujo crítico achou-o impressionantemente rítmico, cheio de surpresas e suspense musicais, e comparável a uma revista em quadrinhos na maneira como fantasias e personagens familiares são reformulados em direções estranhas, mas deliciosas. Comercialmente, foi um top 10 sucesso no Brasil e produziu os singles "O Telefone Tocou Novamente" e "Mulher Brasileira". Seu sucesso estabeleceu Ben como um artista integral no movimento tropicalista, liderado pelos companheiros músicos Caetano Veloso e Gilberto Gil. No ano seguinte, em seu próximo álbum, Negro É Lindo, Ben mergulhou ainda mais na política identitária negra de Charles Jr. mantendo a qualidade musical melancólica do registro anterior.
A fusão do groove do Trio Mocotó com a guitarra mais acidentada de Ben provou ser uma característica distintiva do que críticos e músicos mais tarde chamaram de samba-rock. Seus elementos de soul e funk, mais proeminentes na faixa-título, ajudaram o álbum a conquistar uma reputação respeitada entre os entusiastas de soul e colecionadores de discos raros. Em uma entrevista para On the Record (2004), de Guy Oseary, o empresário e colecionador de discos Craig Kallman colocou Força Bruta entre seus 15 álbuns favoritos. O cantor Beck Hansen também o nomeou um de seus álbuns favoritos.

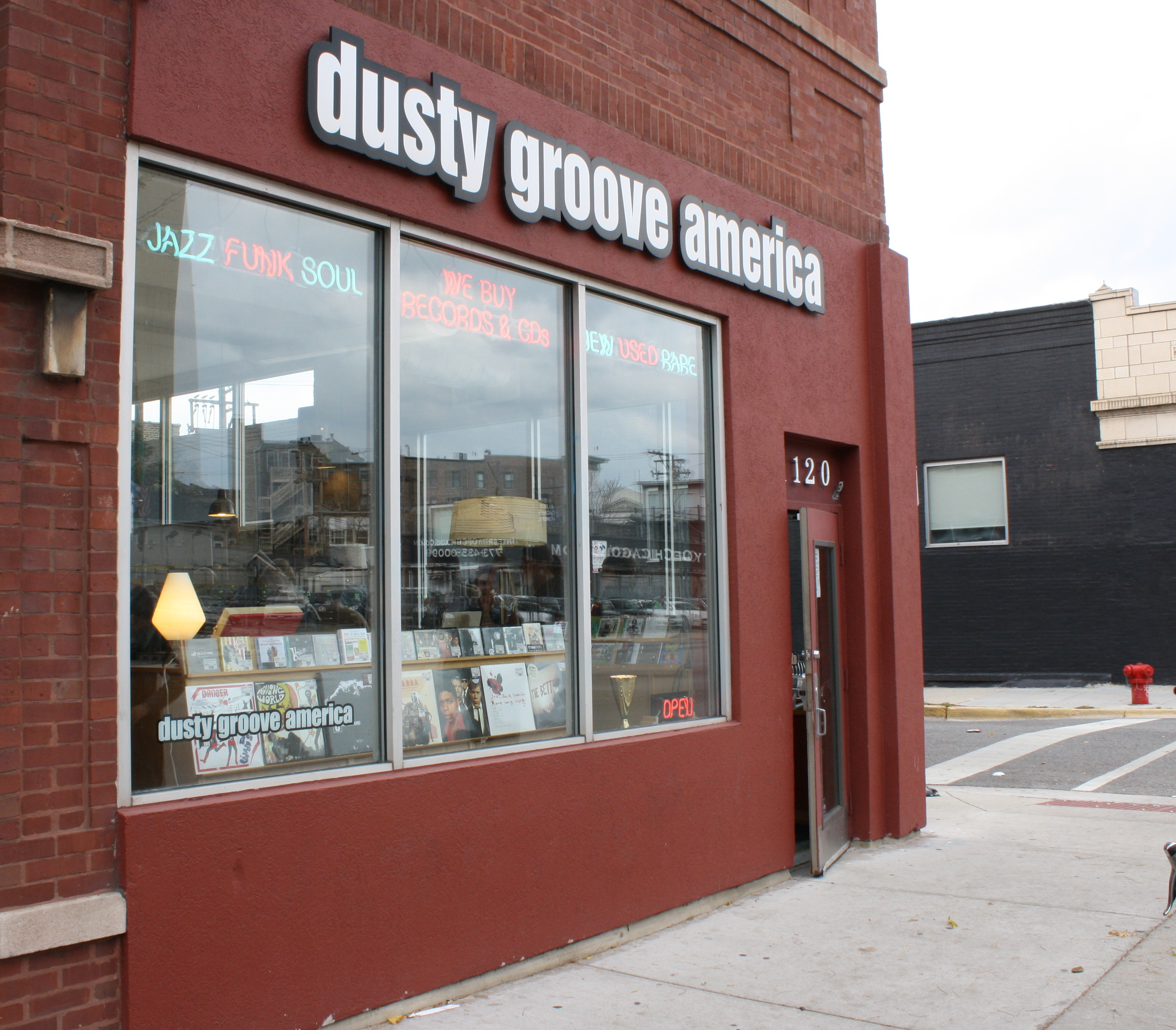
Sede da Dusty Groove America em Chicago, a primeira loja que distribuiu Força Bruta nos Estados Unidos.

Em 2007, o álbum foi relançado pela Dusty Groove America, uma gravadora especializada em Chicago que reeditou raros títulos de funk, jazz, soul e música brasileira em parceria com a Universal Music. A reedição marcou a primeira vez que o álbum foi lançado nos Estados Unidos. A Dusty Groove pediu que o crítico do Chicago Reader, Peter Margasak, escrevesse notas para o lançamento, mas ele recusou, citando em parte a falta de literatura americana disponível sobre Ben. Outra varejista de Nova Iorque, a Other Music, mais tarde a classificou como a quarta melhor reedição de 2007 e um dos "álbuns mais profundos e emocionantes de Ben". No mesmo ano, Força Bruta ficou em 61º lugar na lista dos 100 maiores álbuns brasileiros da Rolling Stone Brasil; Em um ensaio de acompanhamento, o jornalista Marcus Preto disse que o álbum era o mais melancólico do cantor.
Em uma revisão retrospectiva da AllMusic, John Bush considerou Força Bruta como um dos melhores álbuns de Ben e disse que reteve as habilidades de cada músico ao longo de "um maravilhoso groove acústico que pode ter variado pouco, mas foi ainda melhor por sua agradável uniformidade". Um crítico do The Boston Globe disse que o desempenho magistral de Ben dessa música – "uma fusão de samba brilhante e alma suave" – soou original e essencial quase quarenta anos depois de sua gravação; recomendado mesmo para não-lusófonos, "transcende a linguagem e a era com uma vibração orgânica e espontaneidade vívida". Tim Perlich, da NOW Magazine, chamou de "samba que aquece a alma", enquanto Matthew Hickey da Turntable Kitchen considerou "um dos LPs mais animados e melodiosos já gravados" e "Oba, Lá Vem Ela" como uma de suas "canções harmoniosas". Na revista Impose, Jacob McKean destacou as duas faixas de abertura, achando "Zé Canjica" particularmente atraente, e acredita que "Apareceu Aparecida" apresenta o gancho principal do álbum. Ele também achou o Trio Mocotó incomparável em sua performance e o álbum elegante e requintado no geral, mas acrescentou que o canto nasal de Ben em "Terezinha" soou incomum e a seção de cordas recebeu ênfase demais em "Mulher Brasileira".
Uma avaliação menos entusiasmada com o álbum foi a de Mike Powell, da Stylus Magazine, que disse ter "uma espécie de gentileza estética" que caracteriza a música brasileira e polariza seus ouvintes. Powell acrescentou que, mesmo seu sofisma parecendo bobo, Força Bruta continua sendo um samba-rock recatado com cordas deslizantes, uma atmosfera agradável e sem conflito no horizonte. De acordo com Peter Shapiro, pode ser "delicado demais" ou não ser suficientemente aventureiro para alguns ouvintes, sem o abandono estilístico e eclético de outras músicas da Tropicália. Mas em sua avaliação no The Wire, ele julgou o álbum como "uma pequena obra-prima de contraste textural" e "um clássico frio do modernismo brasileiro", representando o talento do país por "tecer músicas sincréticas de praticamente qualquer pano". Ao descobrir a música de Ben em 2009, o músico de indie rock Andrew Bird escreveu em uma coluna para a Time dizendo que Força Bruta é um clássico da "Tristeza crua e cheia de alma" e observou no canto de Ben uma "qualidade suplicante" que projeta um senso simultâneo de melancolia e deleite. Alynda Segarra da banda americana Hurray for the Riff Raff também escutou enquanto fazia o álbum The Navigator em 2017, tendo mais tarde citado os arranjos de cordas de Força Bruta como uma influência em sua abordagem "cinematográfica" das letras do álbum.

## Faixas
Todas as faixas escritas e compostas por Jorge Ben. 
| Lado A |                                                       |         |  |
| N.º    | Título                                                | Duração |  |
| 1.     | "Oba, Lá Vem Ela"                                     | 3:16    |  |
| 2.     | "Zé Canjica"                                          | 3:53    |  |
| 3.     | "Domênica Domingava num Domingo Linda toda de Branco" | 3:50    |  |
| 4.     | "Charles Júnior"                                      | 6:09    |  |
| 5.     | "Pulo, Pulo"                                          | 2:50    |  |

| Lado B |                              |         |  |
| N.º    | Título                       | Duração |  |
| 1.     | "Apareceu Aparecida"         | 3:17    |  |
| 2.     | "O Telefone Tocou Novamente" | 3:51    |  |
| 3.     | "Mulher Brasileira"          | 4:27    |  |
| 4.     | "Terezinha"                  | 3:13    |  |
| 5.     | "Força Bruta"                | 5:15    |  |

## Créditos
Créditos retirados do álbum.

### Músicos
- Jorge Ben: Voz e violão

#### Trio Mocotó
- Fritz Escovão: Cuíca
- João Parahyba: Percussão e bateria
- Nereu Gargalo: Pandeiro

### Produção
- Manoel Barenbein: Diretor de produção
- Ari Carvalhaes: Técnico de gravação
- João Kibelkstis: Técnico de gravação
- João Moreira: Técnico de gravação
- Lincoln Nogueira: Layout
- Ricardo de Cumptich: Foto da capa

## Tabelas
| Tabela (1971)                            | Melhor posição |
| ---------------------------------------- | -------------- |
| Brazil LP's (Amiga)                      | 7              |
| Brazil LP's – Rio de Janeiro (Billboard) | 9              |